# Cantonul Saint-Nazaire-Est
Cantonul Saint-Nazaire-Est este un canton din arondismentul Saint-Nazaire, departamentul Loire-Atlantique, regiunea Pays de la Loire, Franța.